# Kitzöd
Kitzöd ist ein Gemeindeteil des Marktes Isen im oberbayerischen Landkreis Erding. 

## Lage
Die Einöde Kitzöd liegt 1,8 Kilometer südöstlich des Isener Marktplatzes in der Gemarkung Westach. Kitzöd wurde 11284 erstmals erwähnt und bestand im Jahr 1739 aus 1 Anwesen. Der Ort gehörte ursprünglich zur Obmannschaft Seidelstetten in der freisingischen Herrschaft Burgrain.

## Bevölkerungsentwicklung
Um 1871 gab es in Kitzöd sieben Einwohner. Im Mai 1987 lebten dort vier Einwohner in einem Wohngebäude.
| Jahr      | 1871 | 1925 | 1950 | 1970 | 1987 |
| Einwohner | 7    | 9    | 8    | 5    | 4    |